# Araladinni, Basavana Bagevadi
Araladinni là một làng thuộc tehsil Basavana Bagevadi, huyện Bijapur, bang Karnataka, Ấn Độ.